# Vitor Reis
Vitor de Oliveira Nunes dos Reis (São Paulo, 12 de enero de 2006), conocido simplemente como Vitor Reis, es un futbolista brasileño que juega como defensa en el Girona F. C. de la Primera División de España.

## Trayectoria
El 11 de octubre de 2023 fue nombrado por el diario inglés The Guardian uno de los mejores jugadores del mundo nacidos en 2006, junto a sus compañeros del Palmeiras Endrick Felipe y Luis Guilherme.
Debutó como profesional el 26 de junio de 2024, en la derrota del S. E. Palmeiras por 3-0 ante el Fortaleza. Sustituyó a Murillo, quien se lesionó en el minuto 73. Marcó su primer gol con el equipo paulista en su siguiente partido, en la victoria por 2-0 del Derby Paulista sobre el Corinthians. Terminó la temporada con 22 apariciones y dos goles marcados.

### Europa
En enero de 2025 se marchó a Inglaterra después de ser traspasado al Manchester City F. C., equipo con el que firmó hasta mediados de 2029. El club inglés pagó 37 millones de euros, siendo la segunda mayor venta en la historia del Palmeiras, solo superada por el traspaso de Endrick al Real Madrid. En sus primeros meses en Mánchester jugó cuatro partidos.
El 8 de agosto fue cedido al Girona F. C. para la temporada 2025-26.

## Estadísticas

### Clubes
Actualizado al último partido disputado el 18 de junio de 2025.
| Club                             | Div.          | Temporada     | Liga  | Liga  | Estatal | Estatal | Copas nacionales | Copas nacionales | Copas internacionales | Copas internacionales | Total | Total |
| Club                             | Div.          | Temporada     | Part. | Goles | Part.   | Goles   | Part.            | Goles            | Part.                 | Goles                 | Part. | Goles |
| -------------------------------- | ------------- | ------------- | ----- | ----- | ------- | ------- | ---------------- | ---------------- | --------------------- | --------------------- | ----- | ----- |
| S. E. Palmeiras · Brasil         | 1.ª           | 2024          | 18    | 1     | 0       | 0       | 2                | 1                | 2                     | 0                     | 22    | 2     |
| S. E. Palmeiras · Brasil         | Total club    | Total club    | 18    | 1     | 0       | 0       | 2                | 1                | 2                     | 0                     | 22    | 2     |
| Manchester City F. C. Inglaterra | 1.ª           | 2024-25       | 1     | 0     | ―       | ―       | 2                | 0                | 1                     | 0                     | 4     | 0     |
| Manchester City F. C. Inglaterra | Total club    | Total club    | 1     | 0     | 0       | 0       | 2                | 0                | 1                     | 0                     | 4     | 0     |
| Girona F. C. · España            | 1.ª           | 2025-26       | 0     | 0     | ―       | ―       | 0                | 0                | 0                     | 0                     | 0     | 0     |
| Girona F. C. · España            | Total club    | Total club    | 0     | 0     | 0       | 0       | 0                | 0                | 0                     | 0                     | 0     | 0     |
| Total carrera                    | Total carrera | Total carrera | 19    | 1     | 0       | 0       | 4                | 1                | 3                     | 0                     | 26    | 2     |